# Renzo Monti
Renzo Monti (né à Verceil dans le Piémont le 23 mars 1893 et mort à une date inconnue) est un joueur de football italien, qui évoluait en tant que milieu de terrain.

## Biographie
Durant sa carrière, Renzo Monti évolue pour un des clubs piémontais de sa région, la Juventus. À Turin, il fait ses débuts contre le Torino FC le 19 décembre 1915 lors d'une victoire 4-2, puis joue son dernier match contre le Genoa CFC le 9 avril 1916 lors d'une victoire 2-1. Son seul but inscrit en bianconero est lors du Derby della Mole du 9 janvier 1916 (victoire 2 à 1).